# Неделя порабощённых народов
Неде́ля порабощённых наро́дов (англ. Captive Nations Week) — ежегодный комплекс массовых мероприятий, имевший изначально заявленной целью привлечение внимания общественности США к проблеме «порабощённых народов, находящихся под контролем коммунистических режимов».

## История
«Неделя» впервые была организована в США в 1953 году, а в 1959 году приобрела официальный статус с принятием резолюции Конгресса США, автором проекта которой был Лев Добрянский. 17 июля 1959 года президент Дуайт Эйзенхауэр придал ей силу закона (закон № 86-90, англ. Public Law 86-90 Captive Nations Week Resolution).
Согласно этому закону, президент США уполномочивался провозглашать «Неделю порабощённых народов» ежегодно — до тех пор, пока все они не обретут свободу и независимость. «Неделя» отмечается в США в третью неделю июля. В ходе неё проводятся официальные церемонии и демонстрации в поддержку «порабощённых народов».
В тексте резолюции Конгресса, ставшей законом, к народам, утратившим национальную независимость благодаря империалистической политике, прямой и косвенной агрессии коммунистической России, были отнесены Польша, Венгрия, Литва, Украина, Чехословакия, Латвия, Эстония, Белоруссия (White Ruthenia), Румыния, Восточная Германия, Болгария, континентальный Китай, Армения, Азербайджан, Грузия, Северная Корея, Албания, Идель-Урал, Тибет, Казакия (англ. Cossackia), Туркестан, Северный Вьетнам и др.
Перечень народов, всё ещё ожидающих освобождения от тоталитарных и деспотических режимов, в значительной степени изменился. Так, в 2008 году президент Джордж Буш, объявляя в очередной раз о проведении «Недели», указывал на сохранение подобных режимов в «таких странах, как Белоруссия, Бирма, Куба, Иран, Северная Корея, Судан, Сирия и Зимбабве», и одновременно призвал к «поддержке молодых демократий в Афганистане и Ираке». Конгресс русских американцев (КРА) в течение многих лет пытается инициировать отмену или, по крайней мере, изменения в тексте закона, провозглашающего русский народ поработителем других наций.

## Противоречивость трактовки
Некоторые наблюдатели и исследователи указывают на упоминание в оригинальном тексте резолюции Д. Эйзенхауэра порабощённого Россией населения таких территорий, как Идель-Урал и Казакия в свете использования этих обозначений в гитлеровском плане «Ост» (их использовали там с подачи рейхсминистра нацистской Германии Альфреда Розенберга). Под руководством Розенберга на основании указа Гитлера «О гражданском управлении в оккупированных восточных областях» было сформировано Имперское министерство оккупированных восточных территорий. Однако проследить логическую связь использования данных обозначений автором проекта резолюции 1959 года Львом Добрянским с положениями плана «Ост» возможно только при принятии во внимание активного взаимодействия американских властей тех лет с представителями эмиграции, сотрудничавшими с нацистской Германией во время Второй мировой войны и поддерживавших США во время Холодной Войны.